# Служба доставки Кікі, юної відьми
«Служба доставки Кікі, юної відьми» (яп. 魔女の宅急便, まじょのたっきゅびん, маджьо-но-таккюбін, англ. Kiki’s Delivery Service) — п'ятий повнометражний аніме-фільм, випущений в 1989 році студією Ґіблі, режисера Міядзакі Хаяо. Цей фільм став четвертим, випущеним в широкий прокат цією анімаційною студією, а також другим фільмом Міядзакі за мотивами самостійного художнього твору. Картина заснована на дитячій книзі «Служба доставки Кікі» автора Кадоно Ейко. Сюжет фільму включає тільки деякі епізоди книги, і не охоплює всю розповідь (період дії в книзі — рік, а в мультфільмі — лише літні місяці). Це була перша картина студії Ґіблі, випущена спільно зі студією Уолта Діснея в 1997 році, — тоді був проведений дубляж, а потім відбулася прем'єра в США на міжнародному кінофестивалі в Сіетлі (23 травня 1998 року).

## Створення фільму
Як проєкт, мультфільм «Служба доставки Кікі, юної відьми» бере свій початок навесні 1987 року, коли група «Fudosha» попросила Ейко Кадоно зробити адаптований сценарій для фільму, який збирався робити Міядзакі Хаяо або Такахата Ісао із студії «Гіблі». Але оскільки Міядзакі був зайнятий виробництвом картини «Мій сусід Тоторо», а Такахата — «Могили світлячків», довелося відкласти роботи зі створення «Служби доставки».
Усе ж таки Міядзакі узяв на себе роль продюсера, хоча основна лінія фільму ще не була створена. Кондо Кацуя, який працював з Міядзакі над «Тоторо», узявся за розробку основних персонажів. Крім того, в команду творців нового аніме був прийнятий Кацуґо Оґа, який раніше теж працював з Міядзакі.
У студії Ґіблі узяли перероблений сценарій «Кікі» від Нобуюкі Ішшікі, але Міядзакі, прочитавши його, залишився незадоволений, оскільки суть сценарію сильно розходилася з його задумками.
Нарешті, робота над «Тоторо» була завершена і Міядзакі зміг щільніше розпочати працювати над «Кікі». Він особисто написав сценарій, а оскільки дія картини повинна була відбуватися у вигаданій країні на півночі Європи, він і провідні члени його команди, почали ретельно вивчати особливості пейзажів цього регіону, щоб потім використовувати їх як тло. Під час виготовлення фільму, Міядзакі і його співробітники подорожували до Швеції для ретельного дослідження пейзажів для фільму. Фотографії, які вони зробили в Стокгольмі та Вісбі, формують основний фон вигаданого міста Коріко. Місто так само містить елементи Лісабона, Парижа, Сан-Франциско та Мілану, а також торгового району Ґіндза в Токіо.
Визначення часу дії в картині залишається дискусійним питанням: транзисторний радіоприймач в руках Кікі і чорно-білі телевізори зразка кінця 1950-х років; в той же час автомобілі і деякі літаків виглядають з більш раннього часового періоду (особливо можна відзначити, що показаний на початку картини великий аероплан виглядає вельми схожим на літак «Handley Page H.p.42», проте в реальності, всі вісім екземплярів цього зразка було знищено ще в 1941 році). Згодом, дискусії припинилися, коли Міядзакі сказав, що дія картини відбувається в 1950-х роках в схожому з нашим паралельному світі, в якому не було Другої світової війни.
Після повернення додому, Міядзакі з командою почали розробляти концепцію сюжету і особливості персонажів. Міядзакі вирішив переробити сценарій, тепер він відрізнявся від оригінальної книги. Коли про це дізналася авторка оригіналу Ейко Кадоно, вона була дуже розсерджена — настільки, що свого часу була навіть загроза закриття всього проєкту картини. Схвильовані Міядзакі і продюсер Судзукі Тосіо терміново поїхали до письменниці додому і умовили її з'їздити з ними на студію. Відвідавши студію, Кадоно Ейко була приємно вражена ставленням мультиплікаторів до своєї роботи і вона дозволила їм «відхилення» в сценарії. Нарешті, 8 липня 1988 сценарій був готовий остаточно. Тоді ж Міядзакі остаточно вирішив режисирувати картину.
Японська назва фільму в перекладі буквально означає: експрес-пошта. Вона схожа з японською поштовою службою Yamato Transport, логотипом якої теж є чорний кіт з кошеням. Директор цієї служби дуже зрадів, коли дізнався, що Міядзакі збирається робити мультфільм з таким сюжетом і назвою. Він сприяв створенню картини. Міядзакі навіть використовував рекламний слоган цієї фірми: «Відьмова служба доставки чорних кішок фірми Ямато».
Спочатку «Служба доставки Кікі» планувалася тривалістю в 60 хвилин, але в процесі роботи над сценарієм, Міядзакі довелося збільшити її до 102 хвилин.

## Сюжет

Кікі доставляє посилку (на мітлі: кіт Джі-Джі і його кошеня)

Кікі — 13-річна відьма, що вчиться і живе в селі у своєї матері, також відьми, що виготовляє цілющі настої для місцевих жителів. Кікі досягла віку, коли за традицією вона має покинути свій дім і прожити рік в незнайомому місті — щось на зразок стажування. Героїня сідає на материнську мітлу зі своїм компаньйоном — чорним котом Джі-Джі, і, насилу справляючись з новою мітлою, вирушає в далекий шлях. Незабаром вони потрапляють в чарівне містечко, що витягнулося уздовж затоки. Це містечко називалося Коріко. Після деяких труднощів, їй вдалося влаштуватися і відкрити свою невелику службу з доставки речей за допомогою польотів на мітлі. В роботі Кікі і її котові доводилося поставати перед труднощами: літати в дощ, після чого Кікі захворіла, також вони стикалися з невдячністю і грубістю клієнтів. Окрім всього цього, на плечі юної відьми падає тягар ностальгії та самотності.
У місті Кікі зустрічає хлопчика на ім'я Томбо, якому подобається авіація і сама Кікі. Спочатку відьмочка не хоче мати справи з Томбо, але незабаром вони подружилися. В той же час кіт Джі-Джі закохався в місцеву кішку на ім'я Лілі, яка йому спочатку теж не дуже сподобалася. Наприкінці картини можна спостерігати, що згодом у Джі-Джі і Лілі народилися кошенята.
Можливо через невпевненість в собі, Кікі починає втрачати здатність літати на мітлі. Від цього їй стає страшно, образливо і соромно. На щастя для себе, Кікі знайомиться з молодою художницею на ім'я Урсула, яка вже подолала кризу підліткового віку. Урсула підказує Кікі як подолати страх невпевненості в собі і як знову отримувати радість від життя.
Кульмінація картини наступає в мить, коли дирижабль, унаслідок сильного вітру, зазнає аварії. Хлопчик Томбо виявляється на краю загибелі. Ось тоді Кікі отримує вистраждану упевненість в собі і знову отримує здатність літати. Так Кікі стає знаменитою. Але, попри це, вона пише додому простий скромний лист, що у неї все гаразд.
Коли йдуть кінцеві титри, можна бачити продовження сюжету — Томбо з друзями і з Кікі побудували планер на велосипедній тязі; маленька дівчинка йшла з мамою в костюмі Кікі і з крихітною мітлою; у кота Джі-Джі і кішки Лілі народилися кошенята і Джі-Джі бере з собою одного з кошенят на мітлу Кікі під час польоту.

## Персонажі

Кікі

Томбо Копорі

Осоно

Урсула

Кікі (яп. きき/ キキ) — тринадцятирічна юна дівчинка-відьма, яка йде з рідного дому в селі, щоб пройти рік практики. Явних чарівних здібностей у Кікі немає, якщо не брати до уваги її вміння розмовляти зі своїм чорним котом і літати на мітлі (останнє в неї виходить ще не дуже добре). Кікі дуже енергійна, незалежна, але в той же час, ранима і, деколи, сором'язлива. Перші робочі ескізи образу Кікі представляли її у вигляді дівчинки з довгим волоссям (роботи Хаясі Акіко). Проте, внаслідок ряду технічних причин, мультиплікаторам довелося вибрати образ Кікі з коротким волоссям.

Джі-Джі

Сейю: Такаяма Мінамі
Джі-Джі (яп. じじ/ ジジ) — чорний кіт, друг Кікі. Кікі та Джі-Джі уміють розмовляти один з одним. За характером Джі-Джі обережний, що особливо яскраво помітно на тлі імпульсивної та поривчастої Кікі. Крім того, Дзі-Дзі не позбавлений сарказму і частки іронії. У американській версії дубляжу Дзі-Дзі озвучував Філ Гартман (його остання роль перед смертю).
Сейю: Сакума Рей
Томбо Копорі (яп. とぼこぽり) — чотирнадцятирічний хлопчик, що живе в місті, яке вибрала для своєї практики Кікі. Томбо захоплений авіацією і є членом авіаційного гуртка, де хлоп'ята намагаються робити планери на м'язевій тязі. Томбо став першим, хто був захоплений здатністю Кікі літати. Пізніше, він стає товаришем Кікі. Не можна точно зрозуміти є «Копорі» прізвищем чи ім'ям хлопчика, тому що «Томбо» — це, згідно з повістю, японською мовою означає «літаючий дракон».
Сейю: Ямаґуті Каппей
Осоно (яп. おその) — власниця маленької булочної в місті Коріко, в якому зупинилася Кікі. У фільмі ясно видно, що вона вагітна. Осоно була першою в місті, хто звернув на Кікі увагу і поставилася до неї з добротою. Ставлення Осоно до Кікі схоже на материнське. Саме Осоно запропонувала Кікі почати працювати доставницею невеликих пакунків.
Сейю: Тода Кейко
Урсула (яп. うるすら) — художниця, їй близько 18-19 років, живе влітку в лісі, в невеликому будиночку в передмісті Коріко. У картині Урсула є для Кікі немов «старшою сестрою». Урсула пояснює засмученій через втрату здатності літати Кікі, що таке буває у всіх, навіть у неї, треба просто пережити цей період занепаду сил і повірити в себе, щоб визначити своє призначення на цьому світі.
Сейю: Такаяма Мінамі

## Музика
Музику до аніме написав японський композитор Хісаїсі Дзьо.
Список композицій:
| #   | Назва                                                                         | Тривалість |
| --- | ----------------------------------------------------------------------------- | ---------- |
| 1.  | «Hareta Hi ni…(On a Clear Day…)»                                              | 2:16       |
| 2.  | «Tabidachi (Departure)»                                                       | 2:53       |
| 3.  | «Umi no Mieru Machi (A Town with an Ocean View)»                              | 3:00       |
| 4.  | «Sota Tobu Takkyuubin (Flying Delivery Service)»                              | 2:09       |
| 5.  | «Pan-ya no Tetsudai (Helping the Baker)»                                      | 1:04       |
| 6.  | «Shigoto Hajime (Starting the Job)»                                           | 2:15       |
| 7.  | «Migawari Jiji (Substitute Jiji)»                                             | 2:46       |
| 8.  | «Jyefu (Jeff)»                                                                | 2:30       |
| 9.  | «Ooisogashi no Kiki (Very Busy Kiki)»                                         | 1:17       |
| 10. | «Paatii ni Maniawanai (Late for the Party)»                                   | 1:07       |
| 11. | «Osono-san no Tanomigoto… (Osono's Request)»                                  | 3:01       |
| 12. | «Puropera Jitensha (Propeller Bicycle)»                                       | 1:42       |
| 13. | «Tobenai! (I Can't Fly!)»                                                     | 0:46       |
| 14. | «Shoushin no Kiki (Heartbroken Kiki)»                                         | 1:11       |
| 15. | «Urusura no Koya he (To Ursula's Cabin)»                                      | 2:05       |
| 16. | «Shimpi naru E (A Mysterious Painting)»                                       | 2:20       |
| 17. | «Bou-Hikou no Jiyuu no Bouken Gou (The Adventure of Freedom, Out of Control)» | 1:06       |
| 18. | «Ojii-san no Dekki Burasshu (The Old Man's Deck Brush)»                       | 1:59       |
| 19. | «Dekki Burasshu de Rendezvous (Rendezvous on the Deck Brush)»                 | 1:02       |
| 21. | «Ryuuju no Dengon (Message of Rouge)»                                         | 1:45       |
| 22. | «Yasashisa ni Tsutsumareta nara (If I've Been Enveloped by Tenderness)»       | 3:09       |

## Нагороди
| Нагороди:                           |                                            |
| 44th Mainichi Film Competition      | Найкращий анімаційний фільм                |
| Kinema Junpo                        | Найкращий японський анімаційний фільм року |
| Japan Academy Award                 | Спеціальна нагорода                        |
| 7th Annual Golden Gross Award       | Золотий японський фільм                    |
| The Movie's Day                     | Спеціальна нагорода за досягнення          |
| The Erandole Award                  | Спеціальна нагорода                        |
| Japan Cinema Association Award      | Найкращий фільм та найкращий режисер       |
| Japanese Agency of Cultural Affairs | Відмінний фільм                            |
| 12th Annual Anime Grand Prix        | Найкращий фільм                            |

## Книга
Kiki's Delivery Service (яп. 魔女の宅急便) — дитячий фантастичний роман, написаний японською письменницею Ейко Кадоно і ілюстрований Акіко Хаяші. Вперше роман опублікувало видавництво Fukuinkan Shoten 25 січня 1985 року.
Книга була багато разів відмічена нагородами в Японії. Кадоно написала ще чотири книги як продовження. Остання з них була опублікована в травні 2007 року.
Переклади книги не публікувалися до 2003 року, коли книга стала доступна англійською, італійською, корейською та китайською. Шведська версія була опублікована в 2006.

### Сюжет
Книга розповідає про пригоди молодої відьми Кікі. Її мати також є відьмою, а батько ні. Кікі сповнюється тринадцять років і вона повинна відлетіти з рідної домівки і провести рік свого життя самостійно в незнайомому місті, де немає інших відьом. Як нове місце проживання вона вибирає приморське місто Коріко. Їй потрібно використовувати її магічні здібності, щоб влаштувати своє нове життя. Але здібності Кікі обмежуються тільки умінням літати, тому вона відкриває службу доставки, використовуючи свою мітлу для польоту як транспорт. Кікі супроводжує її компаньйон — чорний кіт Джі-Джі, а на новому місці вона зустрічає і заводить дружбу з різними людьми.

### Продовження серії
- «Відьмина Домашня Експрес Доставка 2: Кікі та її нова магія» (яп. 魔女の宅急便その2 キキと新しい魔法) — друга книга серії. Опублікована 30 червня 1993 року. Ілюстрована Такако Хіроно.[6]
- «Відьмина Домашня Експрес Доставка 3: Кікі та інші відьми» (яп. 魔女の宅急便その3 キキともうひとりの魔女) — третя книга серії. Опублікована 20 жовтня 2000 року.
- «Відьмина Домашня Експрес Доставка 4: Любов Кікі» (яп. 魔女の宅急便その4 キキの恋) — четверта книга серії. Опублікована 24 березня 2004 року.
- «Відьмина Домашня Експрес Доставка 5: Чарівна жердина» (яп. 魔女の宅急便その5 魔法の止まり木) — п'ята книга серії, опублікована 9 травня 2007 року.

### Нагороди
- 23я Літературна премія імені Номи за дитячу літературу
- 34я премія Шьоґакукан за дитячу літературу
- Місце в почесному списку Міжнародної Ради з дитячої книги (IBBY) за 1986[7]